# Katarina Witt
Pour les articles homonymes, voir Witt.
Katarina Witt, née le 3 décembre 1965 à Berlin-Staaken (à l'époque encore un district de Falkensee, en RDA), est une patineuse est-allemande puis allemande.
Elle a été deux fois championne olympique (en 1984 et 1988), quatre fois championne du monde et six fois championne d'Europe pour la RDA.

## Biographie

### Jeunesse
Le père de Katarina Witt, agriculteur, vient de Bessarabie (actuelle Moldavie) et sa mère, kinésithérapeute hospitalière, est arrivée de Poméranie en 1947. À cinq ans, Katarina Witt étudie et s'entraine à la Kinder-und-Jugendsportschule (école des sports pour enfants et adolescents) de Karl-Marx-Stadt (revenu en 1990 à son nom d'avant-guerre Chemnitz). À partir de 1977, elle est prise en charge par Jutta Müller.
Après la dissolution de la Stasi, elle est interrogée et on l'accuse d'un double jeu, la sportive ayant reçu un traitement privilégié de la part du régime (octroi d'un logement, d'une automobile de fonction, et d'un permis de voyager). Elle déclare à la suite des accusations « Je n’étais ni une informatrice ni une rebelle. Je n’étais pas non plus une victime – j’étais seulement un objet,. ». 

### Carrière sportive
Katarina Witt, athlète charismatique, s'est d'abord fait remarquer par ses qualités techniques, ensuite par ses qualités artistiques : chaque création de nouveau programme était un événement, avec un thème, une histoire, une tenue, une coiffure (Carmen, West Side Story, Robin des Bois, La Liste de Schindler, programmes patinés sur des musiques de Michael Jackson, Prince, etc.).

### Carrière artistique
Passée professionnelle après sa carrière amateur, Katarina Witt a joué le rôle titre dans le film Carmen on Ice (1990). En plus, elle a monté ses propres tournées, servi de modèle pour de nombreuses publicités, fait des apparitions dans des séries américaines, des films comme Jerry Maguire ou encore Ronin, a été l'égérie du photographe Vandystadt et a posé nue dans Playboy en décembre 1998.
Cette compétitrice restera dans les mémoires comme celle qui a amené le patinage artistique dans l'ère moderne et vers une médiatisation au sommet.

### Vie privée
Katarina Witt ne s'est jamais mariée et n'a pas d'enfant. La presse a fait écho de plusieurs histoires amoureuses comme avec Richard Dean Anderson, Wladimir Klitschko...

## Palmarès

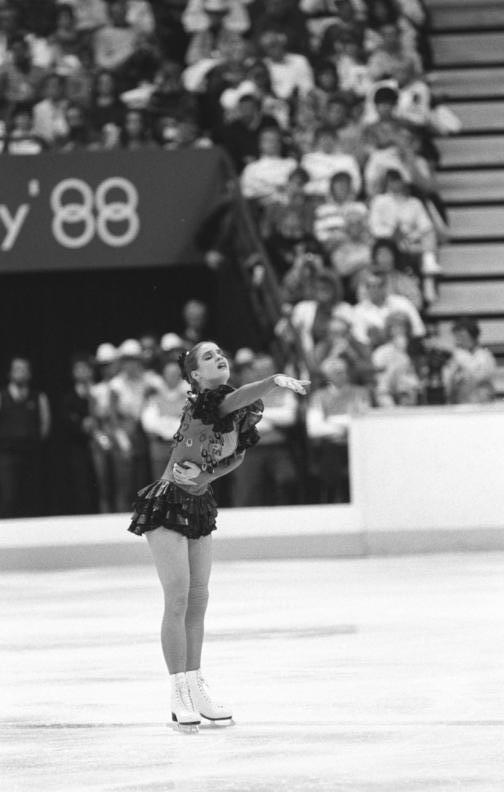
Katarina Witt, en 1988 durant les Jeux olympiques d'hiver de Calgary.

| Jeux olympiques d'hiver           |         |         |         |         |         | 1re     |         |         |         | 1re     |   | 7e      |  |  |
| Championnats du monde             |         | 10e     | 5e      | 2e      | 4e      | 1re     | 1re     | 2e      | 1re     | 1re     |   |         |  |  |
| Championnats d’Europe             | 14e     | 13e     | 5e      | 2e      | 1er     | 1er     | 1er     | 1er     | 1er     | 1er     |   | 8e      |  |  |
| Championnats d'Allemagne de l'Est | 3e      | 2e      | 1re     | 1re     | 1re     | 1re     | 1re     | 1re     | 1re     | 1re     |   |         |  |  |
| Championnats d'Allemagne          |         |         |         |         |         |         |         |         |         |         |   | 2e      |  |  |
|                                   |         |         |         |         |         |         |         |         |         |         |   |         |  |  |
| Autres Compétitions               | 1978/79 | 1979/80 | 1980/81 | 1981/82 | 1982/83 | 1983/84 | 1984/85 | 1985/86 | 1986/87 | 1987/88 | … | 1993/94 |  |  |
| Skate America                     |         | 8e      |         |         |         |         |         |         |         |         |   |         |  |  |
| Skate Canada                      |         |         |         |         |         | 1re     |         |         |         |         |   |         |  |  |
| Trophée NHK                       |         |         | 2e      |         | 1re     |         |         |         | 1re     | 1re     |   |         |  |  |
|                                   |         |         |         |         |         |         |         |         |         |         |   |         |  |  |

## Distinction et hommage

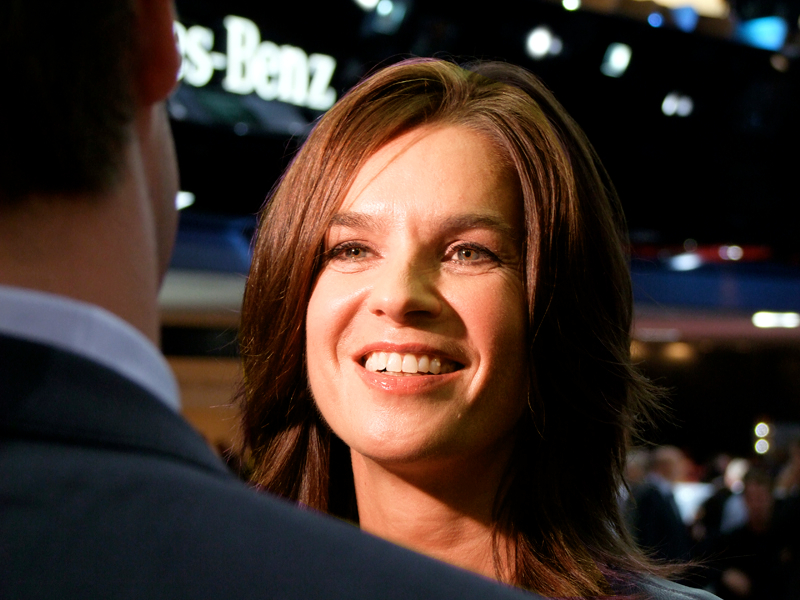
Katarina Witt en 2009.

Katarina Witt est décorée en 1984 de l'ordre du Mérite patriotique (Vaterländischer Verdienstorden), section « Or » et en 1988 « Ehrenspange ».
Un astéroïde a été baptisé de son nom : (36800) Katarinawitt.

## Filmographie
- 1995 : La Princesse de la forêt blanche (The Ice Princess)
- 1996 : Jerry Maguire
- 1998 : Ronin
- 2013 : L'Ennemi dans ma vie (Der Feind in meinem Leben) (téléfilm)